# Chesterton and Kingston
Chesterton and Kingston är en civil parish i Stratford-on-Avon, Storbritannien.   Den ligger i grevskapet Warwickshire och riksdelen England, i den södra delen av landet, 120 km nordväst om huvudstaden London. Antalet invånare är 123.